# Provincia Tierra del Fuego
Tierra del Fuego (Provincia de Tierra del Fuego) este o provincie din regiunea Magallanes, Chile, cu o populație de 6.656 locuitori (2012) și o suprafață de 22592,7 km2.